# Ust-Omtschug
Ust-Omtschug (russisch Усть-О́мчуг) ist eine Siedlung städtischen Typs in der Oblast Magadan (Russland) mit 2572 Einwohnern (Stand 1. Oktober 2021).

## Geographie
Die Siedlung liegt inmitten der südöstlichen Ausläufer des Suntar-Chajata-Gebirges, das in der Umgebung eine Höhe von über 1800 m erreicht, bei der Mündung des linken Zuflusses Omtschug in den Kolyma-Nebenfluss Detrin. Vom Oblastverwaltungszentrum Magadan ist Ust-Omtschug etwa 180 Kilometer Luftlinie in nordwestlicher Richtung entfernt.
Ust-Omtschug ist Verwaltungszentrum des Rajons Tenkinski.

## Geschichte
Der Ort entstand ab 1939 im Zusammenhang mit der Erschließung von Gold- und Zinnvorkommen in der Umgebung.
Von 1949 bis 1956 befand sich in Ust-Omtschug die Verwaltung des Tenka-Straflagers (TenLag) der Dalstroi-Verwaltung im System des Gulag mit bis zu 18.000 Häftlingen, die im Bergbau und der Forstwirtschaft eingesetzt waren.
1953 wurde der Status einer Siedlung städtischen Typs verliehen und der Ort Verwaltungszentrum des neu geschaffenen Rajons Tenkinski.

### Bevölkerungsentwicklung
| \| Jahr \| Einwohner \| \| ---- \| --------- \| \| 1959 \| 5.943 \| \| 1970 \| 8.223 \| \| 1979 \| 8.535 \| \| 1989 \| 11.343 \| \| 2002 \| 4.867 \| \| 2010 \| 3.914 \| \| 2021 \| 2.572 \| |           |
| Anmerkung: Volkszählungsdaten |           |
| Jahr | Einwohner |
| 1959 | 5.943     |
| 1970 | 8.223     |
| 1979 | 8.535     |
| 1989 | 11.343    |
| 2002 | 4.867     |
| 2010 | 3.914     |
| 2021 | 2.572     |

## Wirtschaft und Infrastruktur
Ust-Omtschug ist logistisches Zentrum für die im Gebiet ansässigen Bergbauunternehmen (vorwiegend Gold, daneben Silber). Außerdem werden Forst- und Landwirtschaft für den lokalen Bedarf betrieben.
Die Siedlung liegt an einer Regionalstraße, die im 180 Kilometer entfernten benachbarte Rajonverwaltungszentrum Palatka von der Fernstraße R504 Kolyma (dem früheren Kolymatrakt) abzweigt und weiter nach Nordwesten führt, wo sie nach weiteren gut 300 Kilometern die R504 westlich von Sussuman wieder erreicht.

## Bildergalerie

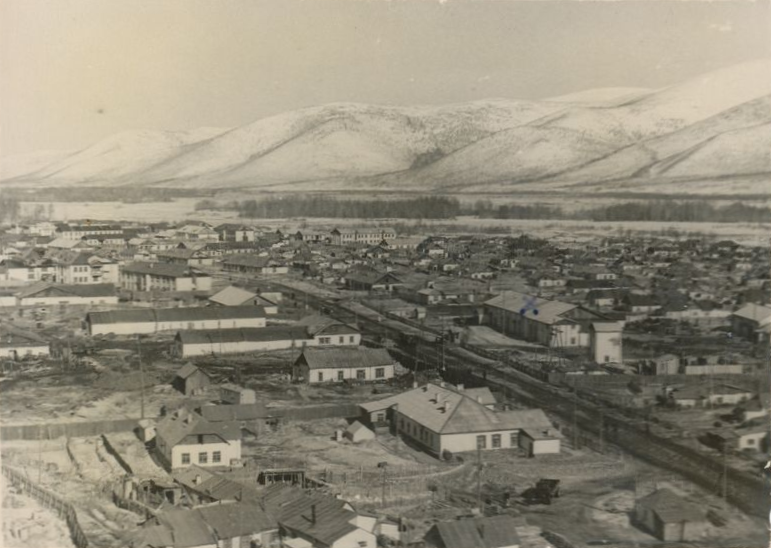
Ust-Omtschug (1958)
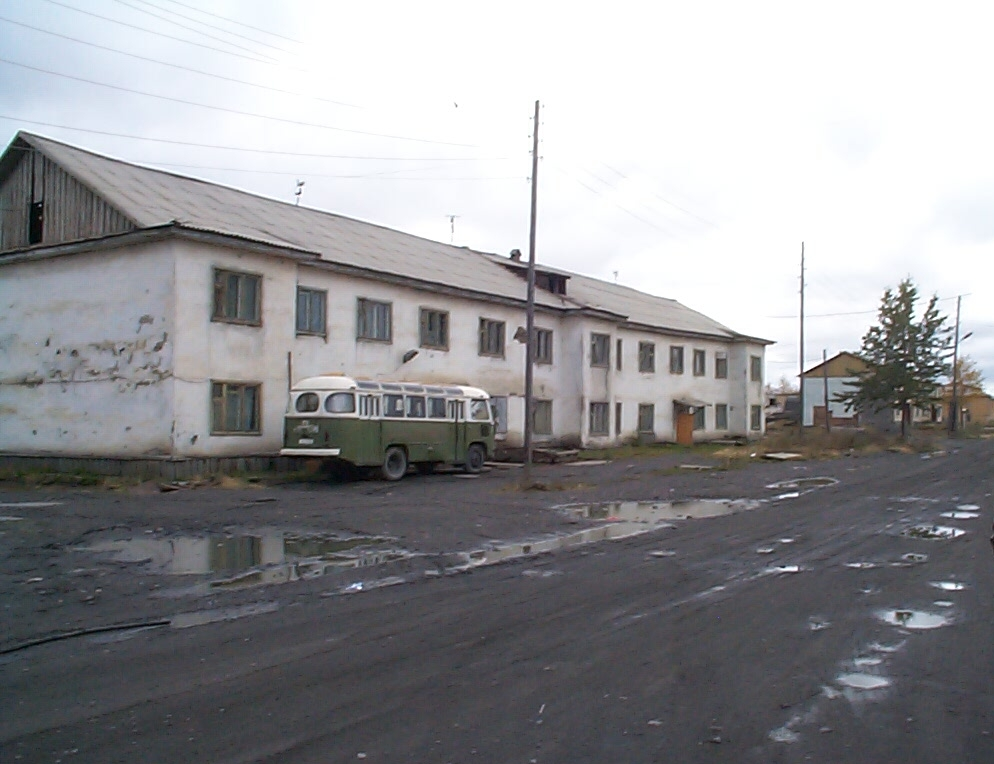
Wohnhaus in Ust-Omtschug (2004)
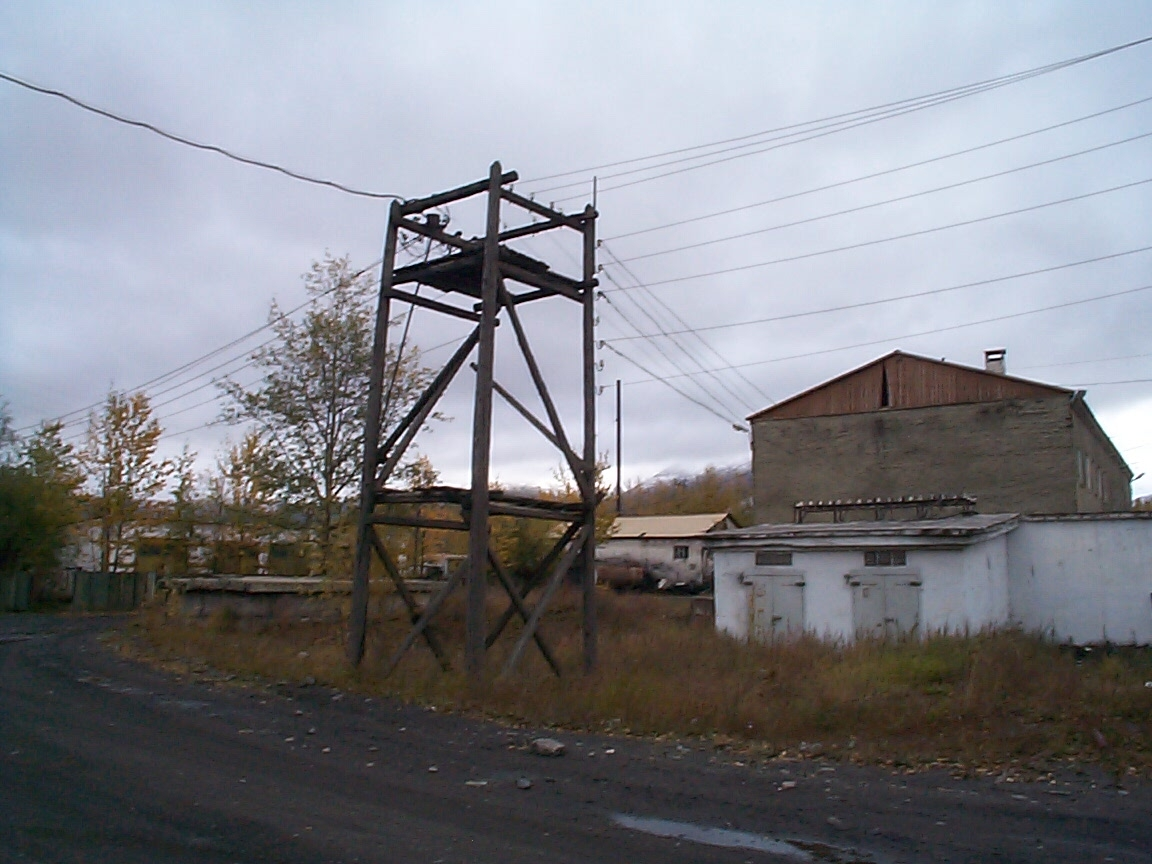
Ust-Omtschug (2009)
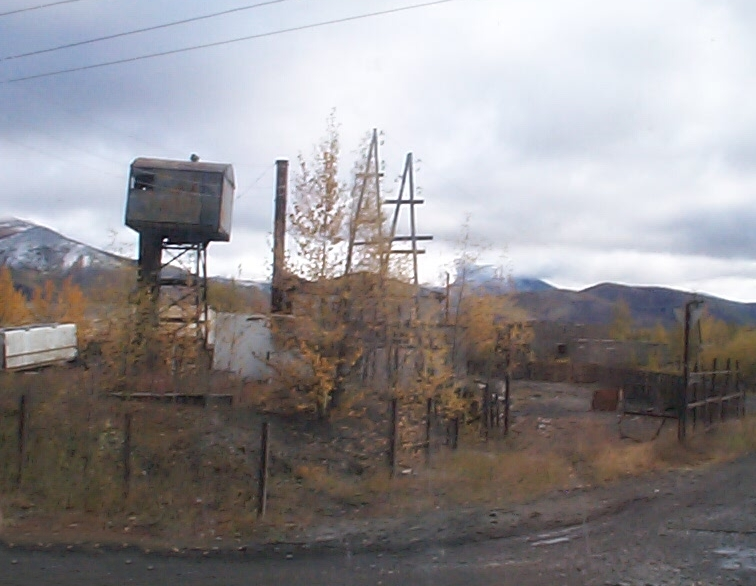
Ust-Omtschug (2009)

## Persönlichkeiten
Von 1949 bis 1953 lebte die deutsche Literaturwissenschaftlerin Trude Richter während ihrer Verbannung in Ust-Omtschug.